# الخليج العالمية للحفر
تأسست شركة الخليج العالمية للحفر المحدودة (GDI) في 18 مايو 2004 كأول مقاول حفر في دولة قطر. وهي متخصصة في توفير معدات الحفر والخدمات المرتبطة بها لشركات التنقيب عن النفط والغاز وإنتاجها العاملة في دولة قطر. يوجد في GDI حاليًا تسعة (9) منصات حفر خارجية، وستة (6) منصات أرضية، وواحد (1) بارجة للإقامة، وقارب واحد (1) قيد التشغيل. لدى GDI أيضًا قارب رفع متعاقد من خلال سفينة تديرها نيابة عن مالكها.    
تمتلك GDI حاليًا 60٪ من سوق الحفر البحري وحصة 100٪ من سوق الحفر البحري في دولة قطر. قاعدة عملائها لديها قطر للبترول وغيرها من مشغلي النفط والغاز الدوليين الذين يقومون بعمليات الآبار في دولة قطر. تشمل عملاء شركة GDI الدولية للنفط؛ شركة قطر شل للخدمات ذ م م (شل)، أوكسيدنتال بتروليوم قطر المحدودة (أوكسي)، شركة ميرسك أويل قطر (MOQ)، شركة راس غاز المحدودة (راس غاز)، شركة جي إكس-نيبون لاستكشاف النفط والغاز (JX-Nippon)، شركة قطر لتطوير البترول (QPD) ودولفين للطاقة المحدودة (دولفين).    
تستمر GDI في توسيع نطاقها وحجمها وحصتها في السوق. استلمت الشركة أحدث منصة حفر خارجية تابعة لها «دخان» والتي بدأت عملياتها اعتبارًا من نوفمبر 2014. في عام 2014، وقعت عقودًا مع أحواض بناء السفن في سنغافورة وقطر لبناء منصة حفر آبار بحرية جديدة («حالول») وقارب رفع («السفلية») على التوالي. كلا الأصول لديها بالفعل عقود مع العملاء ومن المتوقع أن تبدأ عملياتها في عام 2016. وستكون السفلية أول سفينة شحن جديدة للشركة من حوض بناء السفن في قطر.
وقد وضعت أيضا أوامر مع الفناء في الولايات المتحدة الأمريكية لبناء اثنين من منصات الأرض الجديدة. مع إعداد هاتين الحفارتين الجديلتين للعمليات بحلول الربع الأخير من 2015 والربع الأول من عام 2016 على التوالي، ستحصل GDI على ثمانية (8) حفارات برية تحافظ على حصتها في السوق بنسبة 100٪.
تستثمر في البنية التحتية واللوجستيات والمعدات المرتبطة بها لدعم التوسعة، والتي تشمل: أماكن إقامة الطاقم ومرافق التخزين والساحات وورشة العمل والرافعات ووحدات حفر آبار المياه وناقلات النقل الثقيلة ومعدات إعداد الموقع.     

## تاريخ الشركة
تم إنشائها في الأصل كمشروع مشترك بين قطر للبترول (حصة 60 ٪) وشركة الحفر اليابانية المحدودة (حصة 40 ٪). في يوليو 2007، استحوذت قطر للبترول على 25 ٪ من أسهم شركة الحفر اليابانية القابضة، مما رفع ملكيتها إلى 70 ٪. في 12 فبراير 2008، تم نقل أسهمها المملوكة من قبل قطر للبترول إلى الخليج العالمية للخدمات.     
في أبريل 2014، وقعت اتفاقية شراء سهم (SPA) مع JDC للاستحواذ على جميع أسهم JDC البالغة 30٪ في GDI. تمتلك GIS الآن 100٪ من أسهم GDI ، مما يجعل GDI شركة تابعة مملوكة بالكامل لـ GIS اعتبارًا من 1 مايو 2014.
GIS هي شركة مساهمة عامة مملوكة لمستثمرين فرديين ومؤسسات مختارة بما في ذلك QP. وهي أكبر شركة لخدمات قطاع النفط في قطر، وأسهمها مدرجة في بورصة قطر. تمتلك GIS أيضًا 100٪ من أسهم Gulf Helicopters Company QSC ، وشركة الكوت للتأمين وإعادة التأمين ش.م.ق وشركة أمواج لخدمات التموين   

## حالة الأسطول اعتبارًا من يناير 2015
| تزوير الاسم | تلاعب نوع / الحالة التعاقدية                 | المشغل أو العامل                      |
| ----------- | -------------------------------------------- | ------------------------------------- |
| الدوحة      | تلاعب جاك-في الخارج / على العقد              | قطر للبترول                           |
| الريان      | البحرية تلاعب جاك / صيانة ساحة               |                                       |
| الوجبة      | تلاعب جاك-في الخارج / على العقد              | اوكسيدنتال بتروليوم قطر المحدودة      |
| الخور       | تلاعب جاك-في الخارج / على العقد              | شركة قطر شل للخدمات ذ.م.م / JX Nippon |
| آل الزبارة  | تلاعب جاك-في الخارج / على العقد              | قطر للبترول                           |
| آل Jassra   | تلاعب جاك-في الخارج / على العقد              | ميرسك اويل قطر                        |
| ليه قبعة    | تلاعب جاك-في الخارج / على العقد              | ميرسك اويل قطر                        |
| مشيرب       | تلاعب جاك-في الخارج / على العقد              | شركة قطر للبترول                      |
| دخان        | تلاعب الرافعات البحرية / في العقد            | قطر للبترول                           |
| حالول       | في الخارج جاك-- up / على العقد (تحت الإنشاء) | قطر للبترول                           |
| Zikreet     | بارج السكن في الخارج / على العقد             | شركة راس غاز المحدودة                 |
| الرميلة     | رفع القارب / على العقد                       | ميرسك اويل قطر                        |
| السفلية     | رفع قارب / العقد في مكان (تحت الإنشاء)       | شركة دولفين للطاقة المحدودة           |
| GDI-1       | تلاعب برى / على العقد                        | قطر للبترول                           |
| GDI-2       | تلاعب برى / على العقد                        | قطر للبترول                           |
| GDI-3       | تلاعب برى / على العقد                        | قطر للبترول                           |
| GDI-3       | تلاعب برى / على العقد                        | قطر للبترول                           |
| GDI-4       | تلاعب برى / على العقد                        | قطر للبترول                           |
| GDI-5       | تلاعب برى / على العقد                        | قطر للبترول                           |
| GDI-6       | تلاعب برى / على العقد                        | قطر للبترول                           |
| GDI-7       | تلاعب / عقد داخلي (قيد الإنشاء)              | قطر للبترول                           |
| GDI-8       | تلاعب / عقد داخلي (قيد الإنشاء)              | قطر للبترول                           |